# Salvador Gálvez
Salvador Segundo Gálvez Ramos (Santiago de Chile, 15 de diciembre de 1935-20 de enero de 2024) fue un futbolista chileno, que jugaba en la posición de portero. Formó parte del plantel campeón de Unión San Felipe en 1971.

## Trayectoria
Realizó las inferiores en Universidad de Chile, y participó en el Campeonato Sudamericano Juvenil de 1954 en Caracas. Debutó en forma profesional en San Bernardo Central en 1957, mientras que paralelamente defendía al club amateur Independencia.
En 1961, luego de no llegar a acuerdo económico con Green Cross, llegó a Unión San Felipe. En junio de 1963 detuvo tres penales en media hora, en un partido frente a San Luis.
En el año 1970 se fue a Santiago Wanderers, para volver en 1971 a Unión San Felipe, año en que se consagró campeón nacional. En 1973 actuó como jugador-entrenador de San Felipe, equipo que se salvó del descenso en los últimos encuentros.

## Clubes
| Club                 | País  | Año       |
| -------------------- | ----- | --------- |
| San Bernardo Central | Chile | 1957-1958 |
| Unión San Felipe     | Chile | 1961-1969 |
| Santiago Wanderers   | Chile | 1970      |
| Unión San Felipe     | Chile | 1971-1973 |

## Palmarés

### Títulos nacionales
| Título           | Club             | País  | Año  |
| ---------------- | ---------------- | ----- | ---- |
| Primera División | Unión San Felipe | Chile | 1971 |